# Bilanzklarheit
Bilanzklarheit ist im Rechnungswesen ein auf den Grundsätzen der ordnungsmäßigen Buchführung beruhender Bilanzierungsgrundsatz, wonach der Jahresabschluss bestimmten formalen (äußerlichen) Gliederungs- und Gestaltungsprinzipien zu entsprechen hat und sich in einem optisch einwandfreien, übersichtlichen und unmissverständlichen Bilanzbild ausdrücken soll.
Dieser Grundsatz zielt insbesondere auf Kreise ab, die sich außerhalb des bilanzierenden Unternehmens für dessen Jahresabschluss interessieren (Aktionäre, Wettbewerber, Kreditinstitute, Finanzamt). Ihnen soll der Einblick in die ohnehin schwierige Materie nicht noch durch Unübersichtlichkeit zusätzlich erschwert werden. Der Bilanzjurist Hermann Veit Simon (1856–1914) beschrieb erstmals 1899 die Bilanzierungsgrundsätze der Bilanzwahrheit und Bilanzklarheit. Er meinte pessimistisch, dass beide „können nur die Ziele bedeuten, auf die man hinarbeiten soll, die man aber vollständig nie erreichen wird“.
Der Gesetzgeber hat Regelungen vorgesehen, mit denen der Grundsatz der Bilanzklarheit durchgesetzt werden soll. Bezugspunkt im Gesetz ist der Empfängerhorizont („Der Jahresabschluss…hat …zu vermitteln“; § 264 Abs. 2 Satz 1 HGB). Die falsche Bezeichnung und Einordnung einer Bilanzposition (sofern handelsrechtlich zulässig und sachlich gerechtfertigt) verstößt zwar gegen Gliederungsvorschriften, führt aber nicht zur Nichtigkeit eines Jahresabschlusses, wenn dessen Klarheit und Übersichtlichkeit nur unwesentlich beeinträchtigt wird. Eine wesentliche Beeinträchtigung der Klarheit und Übersichtlichkeit führt jedoch in der Regel gemäß § 256 Abs. 4 AktG zur Nichtigkeit des Jahresabschlusses.

## Kriterien der Bilanzklarheit
Zur Bilanzklarheit gehören bei Kapitalgesellschaften die formelle und materielle Beachtung der Gliederungsvorschriften (§ 266 HGB, § 275 HGB) und unmissverständliche Erläuterungen im Anhang.

### Mindestgliederung und eindeutige Zuordnung
Für Kapitalgesellschaften bestehen genaue Gliederungsvorschriften bei der Bilanz (§§ 266 bis 274a HGB) und für die Erfolgsrechnung (§§ 275 bis 277 HGB), nicht jedoch für Personengesellschaften. Für diese besagt § 247 HGB lediglich, dass mindestens auf der Aktivseite zwischen Anlage- und Umlaufvermögen, auf der Passivseite zwischen Eigenkapital und Verbindlichkeiten zu unterscheiden ist. Diese Abstufung der Gliederungsanforderungen zeigt, dass der Gesetzgeber den Publikumsgesellschaften genauere Vorschriften auferlegt, um deren Publizität zu erhöhen. Personengesellschaften befinden sich meist in Familienbesitz und bedürfen deshalb keiner erhöhten Publizität. Die Gliederungsvorschriften sollen dazu beitragen, dass innerhalb einer eindeutig benannten Gliederungsposition auch regelmäßig unternehmensunabhängig der gleiche, sachlich zu dieser Position gehörende Inhalt bilanziert wird. Die Posten müssen im Jahresabschluss so bezeichnet werden, wie es die Gliederungsvorschriften vorgeben.

### Vollständigkeit und Verrechnungsverbot
Das Vollständigkeitsgebot verlangt die Bilanzierung aller betrieblichen Vorgänge und führt zu einem Bilanzierungsgebot (§ 246 Abs. 1 HGB). Korrespondierende Aktiva und Passiva dürfen nicht zusammengezogen und nicht miteinander verrechnet werden (Verrechnungsverbot). Werden diese Mindestanforderungen nicht eingehalten, liegt ein Verstoß gegen den Grundsatz der Bilanzklarheit vor, der strafbar ist gemäß § 331 HGB, § 400 AktG. Wird die Klarheit und Übersichtlichkeit wesentlich beeinträchtigt, so führt dies gemäß § 256 Abs. 4 AktG zur Nichtigkeit des Jahresabschlusses.

### Übersichtlichkeit und Einzelbewertung
Das Postulat der Übersichtlichkeit verlangt, dass die einzelnen Positionen in einer sinnvollen, ihrem materiellen Gehalt entsprechenden Reihenfolge in die Gliederungspositionen des Jahresabschlusses aufgenommen werden. Die Bilanzklarheit fordert eine eindeutige Bezeichnung der Bilanzposten sowie eine übersichtlich geordnete und gegliederte Bilanz (§ 265 HGB). § 238 Abs. 1 Satz 2 HGB verlangt, dass die Buchführung so beschaffen sein muss, dass sie einem sachverständigen Dritten innerhalb angemessener Zeit einen Überblick über die Lage des Unternehmens vermitteln kann.
Jeder Bewertungsgegenstand ist einzeln zu bewerten (§ 252 Abs. 1 Nr. 3 HGB). Durch Einzelbewertung wird ein saldierender Ausweis nicht realisierter Gewinne vermieden. Eine Einzelbewertung widerspricht nicht dem Postulat der Übersichtlichkeit, weil eine Zusammenfassung gleichartiger Einzelposten zu einem gesetzlich vorgeschriebenen Gliederungsposten erlaubt ist.

## Gewinn- und Verlustrechnung
Die Bilanzklarheit bezieht sich daher sowohl auf das Gesamtbild des Jahresabschlusses (Übersichtlichkeit) als auch auf dessen Details (Eindeutigkeit). Bilanzklarheit wird bei den einzelnen Positionen von Bilanz und Gewinn- und Verlustrechnung verwirklicht, wenn
- eine klare Postengliederung innerhalb und zwischen den Bestands- und Erfolgsgrößen vorgenommen wird,
- zutreffende und eindeutige Postenbenennung und Anwendung der gesetzlich vorgeschriebenen Bezeichnungen vorhanden ist und
- das Bruttoprinzip durch grundsätzliches Saldierungs- bzw. Verrechnungsverbot beachtet worden ist.